# Ritueel slachten

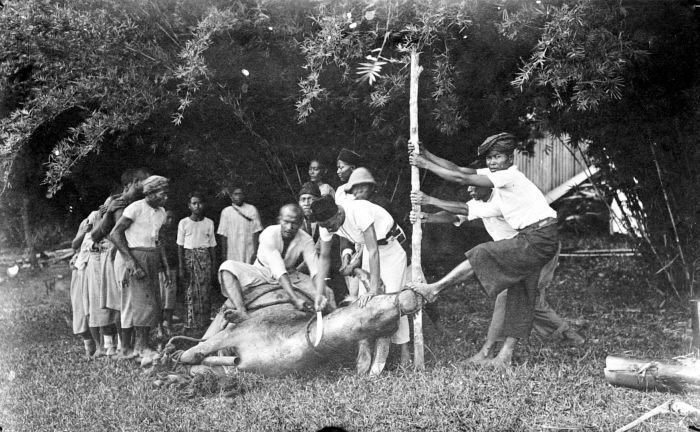
Ritueel slachten van een karbouw, Asahan, Sumatra

Ritueel slachten is een verzamelterm voor het slachten op een door een bepaalde religie voorgeschreven manier. Dit speelt onder andere een rol binnen sommige islamitische en joodse gemeenschappen en kleinere Afrikaanse stammen. Andere, niet-rituele vormen van slachten staan bekend onder de verzamelterm "conventionele slacht".
Bij rituele slacht wordt de dieren voordien niet verdoofd, met spreekt daarom ook van onverdoofd slachten'. Om redenen van dierenwelzijn hebben verschillende regio's, waaronder Vlaanderen en Wallonië het slachten van dieren zonder voorafgaandelijke verdoving verboden. 

## Rituele slachtmethodes

### Dhabiha (islamitisch ritueel slachten)
Binnen de islam gelden verschillende voorschriften voor het slachten van dieren voor consumptie. Alleen als aan deze voorwaarden wordt voldaan is het vlees rein (halal) voor consumptie. De belangrijkste voorwaarden zijn:
- de slachter dient een moslim te zijn die bekwaam is in het slachten van dieren;
- de slachtplaats moet rein zijn;
- de slachter dient zorg te dragen voor het comfort van het dier; het slachtmes mag bijvoorbeeld niet zichtbaar zijn voor het dier of in de nabijheid van het dier geslepen worden; het slachten mag niet door andere dieren gezien worden;
- het dier wordt met de voorkant in de richting van de qibla (Mekka) geplaatst;
- voordat een dier geslacht wordt, spreekt de slachter de woorden Bismillah, Allahoe Akbar (in naam van God, God is de grootste) uit, waarmee hij zijn dankbaarheid en respect uit voor God die, volgens de islam, in de voedselvoorziening van de mensheid voorziet;
- met een scherp mes worden in één beweging de halsslagader en de luchtpijp doorgesneden. Het dier mag niet langer lijden dan noodzakelijk is.[3]

### Sjechita (joods ritueel slachten)

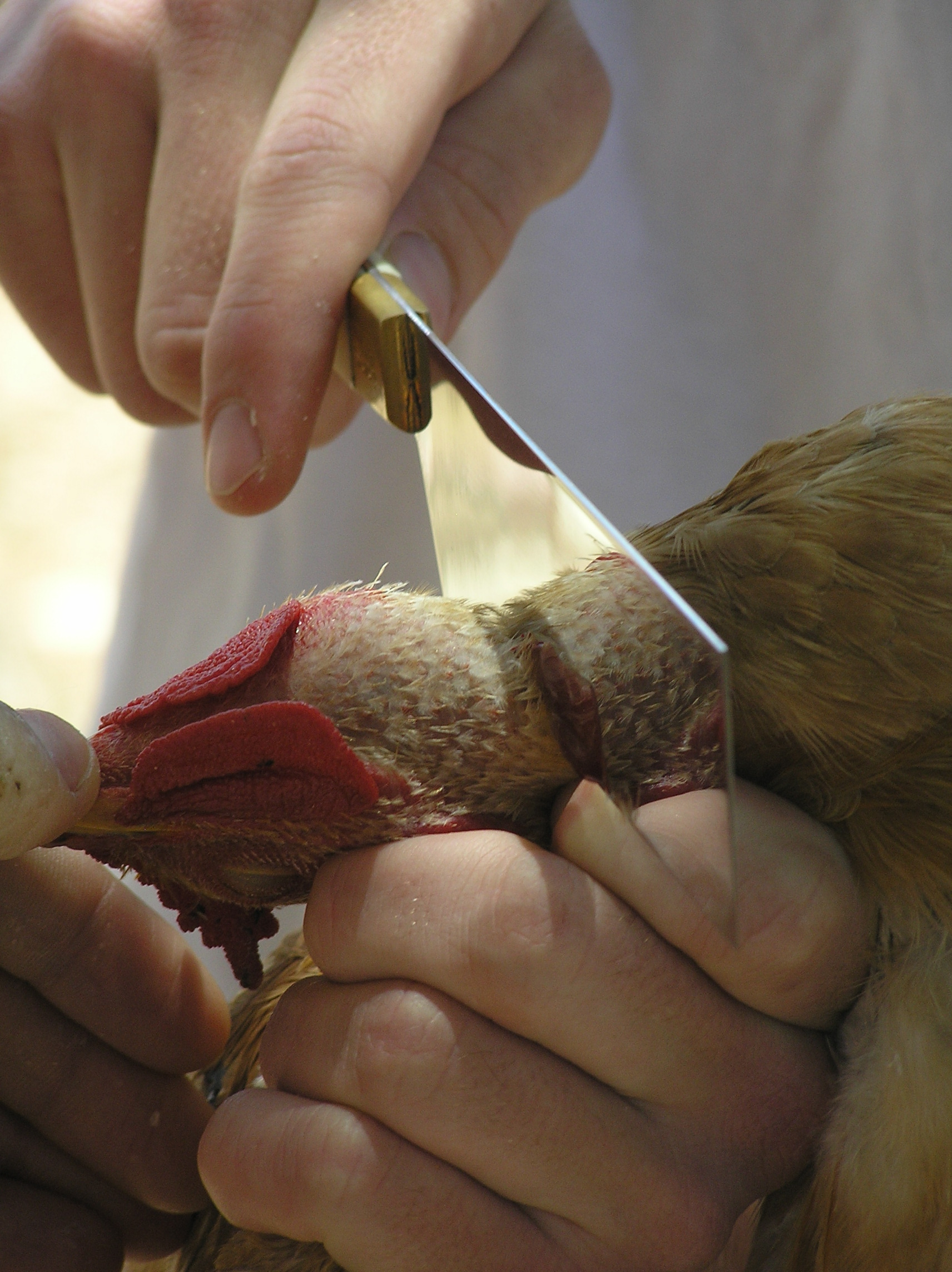
Rituele slacht van een kip, volgens de Kasjroet.

Religieus levende Joden eten alleen vlees van zoogdieren en gevogelte die zijn geslacht door middel van een halssnede en verbloeding. Verdoving of bedwelming is hierbij niet toegestaan. Dit noemt men sjechita. Het doel van deze manier van slachten is dat het dier zo snel mogelijk bloed en daardoor ook het bewustzijn verliest. Voor de slacht moet het dier goed gefixeerd worden.
Een dier dat op een andere manier sterft of wordt gedood is niet koosjer. Het is ook strikt verboden om vlees te eten dat van een levend dier is gesneden. Dit zijn overigens ook regels die in andere religies gelden.
De basis voor de joodse manier van slachten staat in de Thora, in Leviticus en Deuteronomium 14:3-21. Specifiek staat in Deuteronomium 14:6: "elk dier dat gespleten hoeven heeft (beide hoeven geheel gekloofd) en herkauwt onder de dieren mag je eten". Volgens de joodse religie mag men wel rund, schaap, geit en hert eten maar bijvoorbeeld niet kameel, varken, paard of haas. Ook roofdieren en aaseters worden niet gegeten. Van de vogels mag bijvoorbeeld kip worden gegeten. Het stelsel van regels omtrent al dan niet toegestane voeding heet kasjroet.
Bij de sjechita moet het slachtmes (chalaf) vlijmscherp en kaarsrecht zijn om het dier onmiddellijk te kunnen doden. Het mes wordt na elke slachthandeling op scherpte gecontroleerd.
Na de slacht wordt het vlees gekeurd volgens joods gebruik. Daarbij worden onder andere de longen onderzocht. Zieke dieren worden afgekeurd voor consumptie. De slager haalt vervolgens alle vetdelen en vetvliezen weg, ook het vet uit de aderen waarin zich nog gestold bloed van het geslachte dier bevindt. Dit werk heet 'poorsen'. Vervolgens wordt al het bloed dat na de halssnede het geslachte dier nog niet heeft verlaten onttrokken door het vlees veelvuldig te zouten; de consumptie van bloed is namelijk strikt verboden.
Bij het ritueel slachten volgens de joodse regels worden eisen gesteld aan de opleiding, vakbekwaamheid, toetsing, toezicht, kwaliteitscontrole en aan de verankering van het dierenwelzijn De slachter, sjocheet, is door een religieuze autoriteit geaccrediteerd en staat onder rabbinaal toezicht (onder toezicht van een rabbijn).
In Nederland bevindt zich in 2011 één slachtplaats om volgens de sjechita te slachten. Het gaat om enkele tientallen runderen per week.

### Geschiedenis
Joden in Nederland slachten hun dieren volgens de sjechita al 375 jaar. In deze periode is eenmaal een verbod op ritueel slachten uitgevaardigd. Op 31 juli 1940 werd deze maatregel van de Duitse bezetter tegen de Joodse bevolking ingevoerd. De maatregel werd van kracht op 5 augustus 1940, waarop drie personen in Amsterdam gearresteerd werden omdat ze het verbod overtraden. Na de bevrijding was vooral de dierenbescherming fel tegen herinvoering van het ritueel slachten. De politiek ging uit medeleven met de overlevende Joden akkoord met herinvoering, ook vanwege een aantal joodse slagers die de oorlog overleefden en met het verbod werkloos zouden worden.
Ook in België was de eerste anti-Joodse maatregel van de bezetter het verbieden van onverdoofd slachten in oktober 1940.
In Nazi-Duitsland zelf was het verbod op onverdoofd slachten ook een van de eerste maatregelen na de machtsovername.

## Wetgeving omtrent ritueel slachten

Wettelijke vereisten voor ritueel slachten in Europa:
Verdoving niet vereist
Verdoving na kelen vereist
Verdoving tijdens kelen vereist
Verdoving vóór kelen vereist
Ritueel slachten verboden
Geen gegevens

De juridische status van ritueel slachten varieert naar land of regio. In bijvoorbeeld Nederland is onverdoofd (ook wel bedwelmd) ritueel slachten toegestaan, terwijl in Zwitserland, Zweden, Noorwegen, Denemarken en IJsland ritueel slachten bij wet verboden is. In Polen was in januari 2013 een verbod aangenomen, maar heeft het Grondwettelijk Hof in 2014 op vraag van de joodse gemeenschap geoordeeld dat een algemeen verbod in strijd was met de godsdienstvrijheid en onverdoofd ritueel slachten terug toegestaan.

### Raad van Europa
Artikel 9 van het Europees Verdrag voor de Rechten van de Mens beschermt de godsdienstvrijheid. Voorstanders van onverdoofd ritueel slachten beriepen zich op deze bepaling en op artikel 14 (in combinatie met artikel 9) dat discriminatie verbiedt in de uitoefening van de rechten die beschermt zijn in dit verdrag. Het Europees Hof voor de Rechten van de Mens oordeelde echter in het arrest Executief van de Moslims van België en Andere v. België (2024) dat lidstaten van de Raad van Europa verdoving vóór kelen mogen verplichten om het dierenwelzijn te bevorderen.

### Europese Unie
In 1979 werd de Europese Overeenkomst inzake de Bescherming van Slachtdieren getekend door alle lidstaten van de Europese Economische Gemeenschap (sinds 1992 de Europese Unie), die later toegetreden landen eveneens hebben ondertekend. Deze Europese richtlijn, voor het laatst aangepast in 1986, verbiedt onbedwelmd slachten, maar maakt in Artikel 17.1 een uitzondering voor religieuze slachtpraktijken:

Iedere Verdragsluitende Partij kan van de bepalingen betreffende het van tevoren bedwelmen afwijkingen toestaan in de volgende gevallen:

- bij het slachten volgens religieuze riten; (...)

Deze regel is in 2009 overgebracht naar een verordening, met de bijkomende voorwaarde dat onbedwelmd slachten op religieuze gronden voortaan enkel in slachthuizen mag plaatsvinden. Het recht van de Europese Unie maakt het ritueel slachten van dieren zonder voorafgaande verdoving dus mogelijk, binnen een vooropgesteld technisch kader dat uitdrukking geeft aan de vereisten op het vlak van volksgezondheid en dierenwelzijn. De technische uitrusting van erkende slachthuizen is er in het bijzonder op voorzien de afzonderlijke dieren mechanisch te fixeren om hun lijden te beperken.
Sommige lidstaten hebben onverdoofd ritueel slachten verboden, andere niet. Vlees van onverdoofde dieren kan meestal ongehinderd worden geëxporteerd en geïmporteerd tussen lidstaten. Er is geen EU-vereiste om vlees van onverdoofde dieren als zodanig te etiketteren, en voorstellen om dit in de hele Unie te verplichten zijn op sterk verzet gestuit. Dit heeft geleid tot verwarring onder consumenten, die vaak niet kunnen weten of bepaalde producten nu wel of niet het resultaat zijn van onverdoofd ritueel slachten. Het Europees Hof van Justitie heeft echter wel geoordeeld dat het logo voor biologisch productie van de Europese Unie niet aangebracht kan worden op producten van dieren die ritueel zijn geslacht zonder voorafgaande bedwelming.
In december 2020 heeft het Europees Hof van Justitie geoordeeld dat lidstaten van de Europese Unie een omkeerbare verdovingsmethode mogen opleggen, voorafgaand aan het kelen, om het dierenwelzijn bij rituele slachtingen te bevorderen.
| Staat               | Vereiste                        | Sinds   | Noten |
| ------------------- | ------------------------------- | ------- | --- |
| België              | Verdoving vóór kelen vereist    | 2018/19 | Wallonië verbood onverdoofd ritueel in september 2018; Vlaanderen volgde in januari 2019. In Brussel werd in 2022 geen politieke overeenkomst bereikt om het onverdoofd ritueel slachten te verbieden. |
| Bulgarije           | Verdoving niet vereist          |         | [ 24 ] |
| Cyprus              | Verdoving niet vereist          |         | De Veterinaire Diensten kunnen een competente religieuze autoriteit een derogatie verlenen op de algemene regel van verdoofd slachten.                                                                 |
| Denemarken          | Verdoving vóór kelen vereist    | 2014    | Alleen verdoofd slachten toegestaan. Onverdoofd vlees mag Denemarken ingevoerd worden en Deens verdoofd vlees wordt uitgevoerd naar enkele landen in het Midden-Oosten.                                |
| Duitsland           | Verdoving niet vereist          | 2002    | Islamitische onverdoofde slacht werd in 1995 verboden, maar opnieuw gelegaliseerd in 2002. Het is illegaal om onverdoofd vlees te exporteren.                                                          |
| Estland             | Verdoving na kelen vereist      |         | [ 27 ] [ 25 ] [ 24 ] |
| Finland             | Verdoving tijdens kelen vereist | 1934    | Kelen en verdoven moeten gelijktijdig gebeuren tijdens ritueel slachten. In Åland is verdoving vóór kelen vereist.                                                                                     |
| Frankrijk           | Verdoving niet vereist          |         | [ 24 ] |
| Griekenland         | Verdoving na kelen vereist      | 2017    | Dieren anders dan pluimvee vereisen verdoving na kelen. |
| Hongarije           | Verdoving niet vereist          |         | [ 24 ] |
| Ierland             | Verdoving niet vereist          |         | [ 24 ] |
| Italië              | Verdoving niet vereist          |         | [ 24 ] |
| Kroatië             | Verdoving niet vereist          |         | [ 24 ] |
| Letland             | Verdoving na kelen vereist      | 2009    | [ 18 ] [ 25 ] |
| Litouwen            | Verdoving niet vereist          | 2015    | Litouwen legaliseerde onverdoofde slacht in 2015 vanwege een handelsoorlog met Rusland. |
| Luxemburg           | Verdoving niet vereist          | 2009    | Religieuze uitzonderingen op de wet van 1995 om alle dieren te verdoving alvorens te slachten werden ingevoerd in 2009.                                                                                |
| Malta               | Verdoving niet vereist          |         | [ 24 ] |
| Nederland           | Verdoving niet vereist          | 2011    | Sinds 2011 moet er een dierenarts aanwezig zijn en het dier moet binnen 40 seconden sterven. |
| Oostenrijk          | Verdoving na kelen vereist      | 2004    | Dierenbeschermingswet 2004 §32. |
| Polen               | Verdoving niet vereist          | 2014    | Een verbod op onverdoofd slachten uit 2013 op grond van dierenrechten werd in 2014 ongedaan gemaakt op grond van godsdienstvrijheid.                                                                   |
| Portugal            | Verdoving niet vereist          |         | [ 24 ] |
| Roemenië            | Verdoving niet vereist          |         | [ 24 ] |
| Slovenië            | Ritueel slachten verboden       | 2012    | In 2012 amendeerde Slovenië de dierenwelzijnswet om alle vormen van ritueel slachten te verbieden. |
| Slowakije           | Verdoving na kelen vereist      |         | [ 24 ] |
| Spanje              | Verdoving niet vereist          | 2007    | Verdovingsvereisten worden opgeschort als deze "inconsistent zijn met de regels van de betreffende religieuze rite".                                                                                   |
| Tsjechië            | Verdoving niet vereist          |         | [ 24 ] |
| Verenigd Koninkrijk | Verdoving niet vereist          |         | Legaliteit is omstreden. |
| Zweden              | Verdoving vóór kelen vereist    | 1988    | Alleen verdoofde slacht is toegestaan; sommige islamitische slachthuizen in Zweden vinden dit halal.                                                                                                   |

#### België
Slachtingen werden in België tot 2014 geregeld door de wet van 2 juli 1975 op de dierenbescherming, vervangen door de wet van 14 augustus 1986. 
In principe was het verdoven voor de slacht voorgeschreven, maar voor rituele slachtingen werd een uitzondering gemaakt. In 1988 volgde een Koninklijk Besluit, waardoor rituele slachtingen slechts mochten plaatsvinden (a) in erkende slachthuizen of tijdelijke slachtinrichtingen en (b) door daartoe gemachtigde personen. Met name voor het Offerfeest waren er diverse slachtvloeren die een tijdelijke erkenning kregen van de minister van Landbouw. Hoewel de uitzondering bedoelt was voor religieuze gemeenschappen, kwam een groot deel van dit vlees terecht op de algemene belgische markt. Uit een bevraging van Vlaamse slachthuizen in 2015 bleek dat 94 procent van de schapen, 48 procent van de kalveren en 21 procent van de runderen onverdoofd geslacht werden.
Reeds in de jaren 2009-2010 werden – zonder succes – diverse wetsvoorstellen ingediend om het onverdoofd slachten geheel te verbieden. Door de zesde staatshervorming werd dierenwelzijn in 2014 een gewestelijke materie. Dat eerste jaar leverde Vlaams minister Ben Weyts nog tijdelijke erkenningen af, maar hij kondigde aan dat dit vanaf 2015 niet meer het geval zou zijn. De Liga van Moskeeën en Islamitische Organisaties Provincie Antwerpen vocht deze beslissing aan. Op prejudiciële vraag oordeelde het Europese Hof van Justitie van de Europese Unie dat de minister de Europese regels correct had toegepast. Onverdoofd ritueel slachten valt onder de vrijheid van godsdienst, maar de eis dat dit gebeurt in erkende slachthuizen, vormt volgens het Hof geen beperking op die vrijheid.
Op 28 juni 2017 keurde het Vlaams Parlement een decreet goed om onverdoofd ritueel slachten van schapen in Vlaanderen te verbieden per 1 januari 2019. De slachthuizen hebben tot dan de tijd gekregen om zich aan te passen. Destijds werden in het Vlaams Gewest jaarlijks ongeveer 200.000 schapen onverdoofd ritueel geslacht; dat moet voortaan met een elektroshock, zoals bij de conventionele slacht. Omdat deze bedwelmingstechniek nog niet goed werkt voor koeien, mogen zij nog wel onverdoofd ritueel geslacht worden. Klachten van verschillende joodse en moslimverenigingen tegen het decreet, omdat het verbod strijdig zou zijn met de vrijheid van religie, werden in september 2021 door het Grondwettelijk Hof verworpen, omdat het Hof de omkeerbare verdoving (die het dier niet doodt) niet beschouwt als een inbreuk op de reiligieuze voorschriften.:B.31.3-4
Het Waals Parlement keurde op 17 mei 2017 een wetsvoorstel goed van Josy Arens (CDH) en Christine Defraigne (MR) waarmee het onverdoofd slachten van dieren verboden werd in het Waals Gewest vanaf juni 2018. Voor religieuze slacht is er uitstel tot september 2019.
Het Brussels Hoofdstedelijk Gewest heeft thuisslachten verboden in december 2017. In 2022 was er een stemming voor een verbod, maar er werd geen overeenkomst bereikt. In 2020 werden er nog 8000 runderen, en 18000 lammeren zonder verdoving geslacht in Brussel.

#### Nederland
Volgens de Gezondheids- en Welzijnswet voor Dieren, aangenomen op 24 september 1992, moesten alle slachtdieren in Nederland alvorens het doden worden bedwelmd, maar gold er een uitzondering voor de israëlitische (joodse) en islamitische ritus (Artikel 44 §3 en §8). Artikel 44 is vervallen per 1 juli 2014. Ter vervanging van deze bepaling is eerst op 1 januari 2013 de Wet dieren (aangenomen op 19 mei 2011) ingevoerd met in Artikel 2.10. Doden van dieren §4 de tekst: 'Het is toegestaan om dieren zonder voorafgaande bedwelming te doden volgens de israëlitische of de islamitische ritus. Bij algemene maatregel van bestuur worden in het belang van de bescherming van de dieren nadere regels gesteld over het doden volgens de israëlitische of de islamitische ritus.' Deze 'nadere regels' werden opgenomen in het in 2012 ontworpen 'Convenant onbedwelmd slachten volgens religieuze riten', dat op 1 januari 2018 ingevoerd. Het Convenant bepaalt onder meer dat een dier binnen 40 seconden het bewustzijn moet verliezen en anders alsnog verdoofd moet worden (Artikel 2).
Na het indienen van een wetsvoorstel in 2008 (TK 2007-2008 31 571) door Marianne Thieme van de Partij voor de Dieren strekkend tot een algeheel verbod op onbedwelmd slachten, bleek in 2011 een grote meerderheid van de Tweede Kamer in Nederland voorstander te zijn van het verbieden van onverdoofd (ritueel) slachten. Een amendement dat in de praktijk religieuze slacht onmogelijk zou maken, werd aangenomen. De PVV sprak zich er bij de behandeling van het wetsvoorstel voor uit dat ook import van vlees afkomstig van dieren die zijn geslacht op religieuze grondslag, wordt verboden, hetgeen voor mensen die koosjer of halal eten de consumptie van vlees en vleesproducten onmogelijk zou maken. CDA, ChristenUnie en SGP wilden geen verbod op het onverdoofd ritueel slachten, omdat het de vrijheid van godsdienst (zoals beschreven in artikel 6 van de Grondwet) zou aantasten. Ook joodse en islamitische organisaties verhieven hun stem tegen het voorstel en zij werden daarin gesteund door vertegenwoordigers van andere religies. Desalniettemin werd het voorstel op 28 juni 2011 met ruime meerderheid aangenomen. Behalve de genoemde christelijke partijen, stemden ook drie PvdA'ers en één PVV'er tegen.
Het door de Tweede Kamer geamendeerde wetsvoorstel werd door de Eerste Kamer na behandeling op 13 december 2011, op 19 juni 2012 in stemming gebracht en verworpen. Alleen de Partij voor de Dieren, PVV, 50PLUS, OSF en twee leden van GroenLinks stemden voor. Ook in deze stemmingsronde was een veelgehoord argument dat de godsdienstvrijheid in het geding zou komen door dit verbod. Tevens werd de wetenschappelijke onderbouwing in twijfel getrokken en de wet-technische deugdelijkheid werd fel bekritiseerd.
In oktober 2015 adviseerde de Nederlandse Voedsel- en Warenautoriteit (NVWA) de overheid om het onverdoofd ritueel slachten te verbieden omdat dieren te veel stress en pijn lijden. Met name runderen blijven meestal langer dan 45 seconden in leven nadat men begint met het doorsnijden van de keel en 'het traag intreden van de dood is een ernstige aantasting van het welzijn'.
Op 16 maart 2018 stuurde Marianne Thieme een nieuw initiatiefwetsvoorstel naar de Raad van State. Volgens dit voorstel moeten zoogdieren en gevogelte bij de bedrijfsmatige slacht verdoofd worden. Op 19 mei 2019 bracht de Raad van State een negatief advies uit over het wetsvoorstel omdat hiermee de godsdienstvrijheid van een deel van de Nederlandse joden en moslims, die meenden dat religieuze voorschriften hen dwongen om onverdoofd ritueel te slachten, 'te ver beperkt' zou worden. Hoewel zij erkende dat het verminderen van dierenleed een 'legitiem doel' was om de godsdienstvrijheid te beperken, 'de scheiding van kerk en staat vereist dat de overheid zich in beginsel moet onthouden van interpretatie van de inhoud en strekking van religieuze voorschriften en overtuigingen' en andere Nederlandse joden en moslims vonden dat verdoving verenigbaar was met religieuze voorschriften, meende de Afdeling advies dat de staat de positie van de joden en moslims die het als onverenigbaar beschouwden 'als uitgangspunt' moest nemen. Thieme was het oneens met dit advies en zette uiteen waarom volgens haar verplichte verdoving omwille van dierenwelzijn wel degelijk een gerechtvaardigde en proportionele inperking van de godsdienstvrijheid was, dat de staat te ver meeging in de religieuze interpretatie van slechts een deel van de joden en moslims en daardoor zich niet neutraal opstelde ten opzichte van religie.

### Andere landen

Wettelijke vereisten voor ritueel slachten over de wereld:
Verdoving niet vereist
Verdoving na kelen vereist
Verdoving tijdens kelen vereist
Verdoving vóór kelen vereist
Ritueel slachten verboden

| Land             | Vereiste                     | Sinds | Notes |
| ---------------- | ---------------------------- | ----- | --- |
| Australië        | Verdoving vóór kelen vereist |       | Met uitzondering van 4 slachthuizen die schapen onverdoofd en koeien na kelen verdoofd slachten, moeten alle dieren in Australië worden verdoofd vóór kelen.                                                                            |
| Canada           | Verdoving niet vereist       |       | [ 57 ] |
| IJsland          | Verdoving vóór kelen vereist | 2013  | Alle halalvlees geproduceerd in IJsland wordt verdoofd en goedgekeurd door de Islamitische Vereniging van IJsland. Onverdoofd ritueel geslacht vlees mag worden geïmporteerd naar IJsland, verdoofd halalvlees mag worden geëxporteerd. |
| Liechtenstein    | Verdoving vóór kelen vereist | 2010  | Alle dieren behalve ritueel geslacht pluimvee moet verdoofd worden voor de slacht. |
| Nieuw-Zeeland    | Verdoving vóór kelen vereist | 2018  | Per 1 oktober 2018 is verdoving vóór kelen vereist, behalve voor joodse (koosjere) slacht van pluimvee. |
| Noord-Macedonië  | Verdoving niet vereist       |       | [ 24 ] |
| Noorwegen        | Verdoving vóór kelen vereist | 1929  | |
| Zwitserland      | Verdoving vóór kelen vereist | 1893  | Alle dieren behalve ritueel geslacht pluimvee moet verdoofd worden voor de slacht. Een wet uit 1978 staat toe dat vlees van onverdoofd geslachte dieren uit andere landen wordt geïmporteerd.                                           |
| Turkije          | Verdoving niet vereist       |       | [ 24 ] |
| Verenigde Staten | Verdoving niet vereist       | 1958  | |
| Uruguay          | Verdoving niet vereist       |       | [ 24 ] |

#### Turkije
Verdoving is niet verplicht in Turkije. Dierenwelzijnsorganisaties zoals Eyes on Animals voeren campagne om slachthuizen, religieuze leiders en consumenten er bewust van te maken dat verdoving niet tegen het islamitisch recht (sharia) ingaat en om vrijwillig ervoor te kiezen om verdoving toe te passen, te bepleiten of producten te kopen die zijn verkregen middels verdoofde rituele slacht. In 2019 verklaarde de grote conservatieve geloofsgemeenschap İsmailağa publiekelijk dat het verdoven van dieren halal is. Rond juli 2020 overwoog het Turkse Ministerie van Landbouw om een wet in te voeren die het verplicht zou stellen om dieren pijnloos te doden. Sommige bedrijven zijn al begonnen met het verdoven van dieren omdat het sneller, veiliger en schoner is, terwijl steeds meer Turkse consumenten vinden dat vlees van verdoofde dieren halal is.